# Sporozoit
Sporozoit (z gr. sporo- + zóon „zwierzę” + eídos „postać”) – zarodnik formujący się poprzez zapłodnienie. Może nim być każdy sierpokształtny jądrowy zarodek, uformowany przez podział protoplazmy zarodnika organizmu apikompleksowego. W malarii sporozoity są formami zarodźców, które są wyzwolone od oocytów komarów. Sporozoity gromadzą się w śliniankach komarów – zostają przeniesione do organizmu człowieka, kiedy te żywią się krwią.